# Krzysztof Wołczek
Krzysztof Wołczek (ur. 17 kwietnia 1979 we Wrocławiu) – polski piłkarz grający na pozycji prawego obrońcy, trener.

## Kariera piłkarska
Karierę zaczynał w Śląsku Wrocław. Później szkolił się jeszcze w innych wrocławskich klubach, Wratislavii i Ślęzy, skąd został wypożyczony do Zagłębia Lubin. W jego barwach zadebiutował w Ekstraklasie 18 kwietnia 1998 w meczu przeciwko Rakowowi Częstochowa, który jego drużyna wygrała 2:0.
W następnym sezonie po tego zawodnika sięgnęli działacze Miedzi Legnica, a w sezonie 2000/2001 został wypożyczony, a w końcu kupiony przez zespół Chrobry Głogów. W sezonie 2001/2002 wystąpił w Ekstraklasie 5 razy. Został wypożyczony do II-ligowego Świtu Nowy Dwór Mazowiecki, z którym utrzymał się w II lidze i powrócił do Zagłębia, automatycznie zostając ulokowany w czwartoligowych rezerwach, gdzie w 11 występach, strzelił 7 goli. Po rundzie jesiennej spędzonej w tym klubie, zerwał z nim kontrakt, podpisując umowę z III-ligową Pogonią Staszów, później przeszedł do zespołu Aluminium Konin, gdzie wystąpił 21 razy. Aluminium rozwiązało z Wołczkiem umowę, a ten przeniósł się do III-ligowego wówczas Śląska Wrocław.
W sezonie 2011/2012 ze Śląskiem wywalczył mistrzostwo Polski. Pod koniec sierpnia 2012 roku wrócił do Miedzi Legnica. W 2014 roku zasilił barwy 4-ligowego GKS-u Kobierzyce.

## Kariera trenerska
9 sierpnia 2017 roku objął drużynę Śląska Wrocław U14. W czerwcu 2021 roku został trenerem Śląska II Wrocław, w marcu 2022 roku został asystentem trenera pierwszego zespołu wrocławian Piotra Tworka. 17 czerwca 2022 został ponownie ogłoszony trenerem rezerw Śląska Wrocław.